# Leuchtturm Falshöft
Der Leuchtturm Falshöft ist ein Leuchtturm an der Ostsee bei Pommerby im Kreis Schleswig-Flensburg in Schleswig-Holstein.

## Geschichte
Erbaut von 1908 bis 1909, wurde der Leuchtturm 1910 in Betrieb genommen. Er wurde aus verschraubten Gusseisensegmenten der Isselburger Hütte, wie sie auch bei der Konstruktion z. B. der Leuchttürme Hörnum, Büsum, Westerheversand oder Pellworm verwendet wurden, auf einem gemauerten Sockel errichtet und ist 24,4 m hoch. Die Lichtpunkthöhe beträgt 25 m. Als Quermarkenfeuer bezeichnete er die Untiefen Bredgrund und Kalkgrund und war Leit- und Orientierungsfeuer in der Einfahrt der Flensburger Förde.
Im Einvernehmen mit der dänischen Verwaltung wurde das Leuchtfeuer am 1. März 2002 vom damaligen Wasser- und Schifffahrtsamt Lübeck außer Betrieb gesetzt, da die terrestrische Navigation in dem Küstenabschnitt mit den verbliebenen Seeschifffahrtszeichen Kegnæs Fyr und Leuchtturm Kalkgrund als hinreichend ermöglicht erachtet wird.
Der Turm wurde Liegenschaft des Amtes Geltinger Bucht und von diesem anfangs nur als Trauzimmer genutzt. Er kann inzwischen auch besichtigt und bestiegen werden. Der Rundblick von der Aussichtsplattform umfasst neben der näheren Umgebung auch den Blick über die Ostsee auf die dänischen Inseln Als und Ærø. Seit Dezember 2005 brennt das Leuchtfeuer als gedimmtes weißes Festfeuer wieder.
Der Leuchtturm und der angrenzende Strandabschnitt Gammeldamm dienten in der Vergangenheit mehrmals als Filmkulisse der ZDF-Vorabendserien Der Landarzt und Da kommt Kalle.

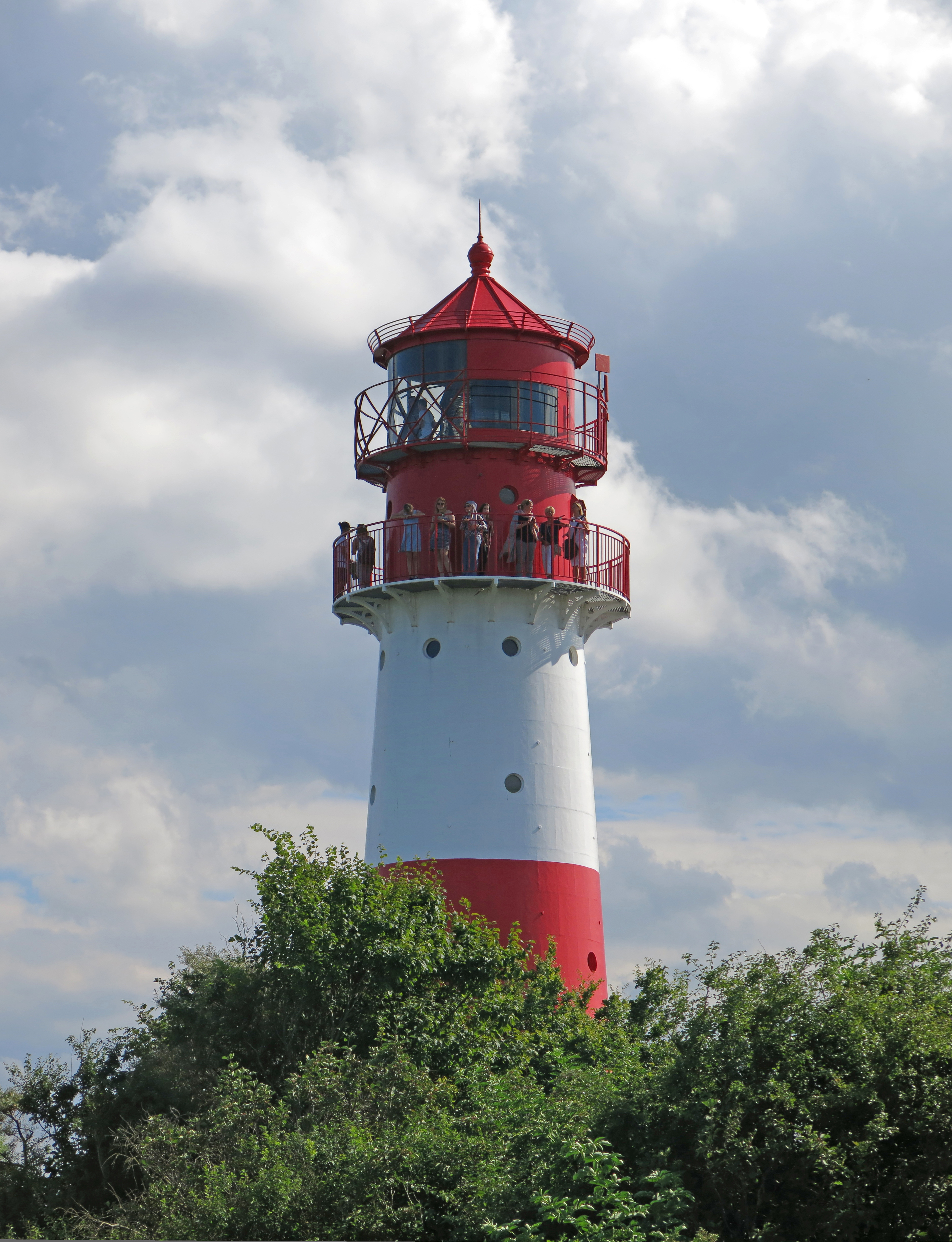
Ansicht von Nordosten mit Besuchern auf der Aussichtsgalerie
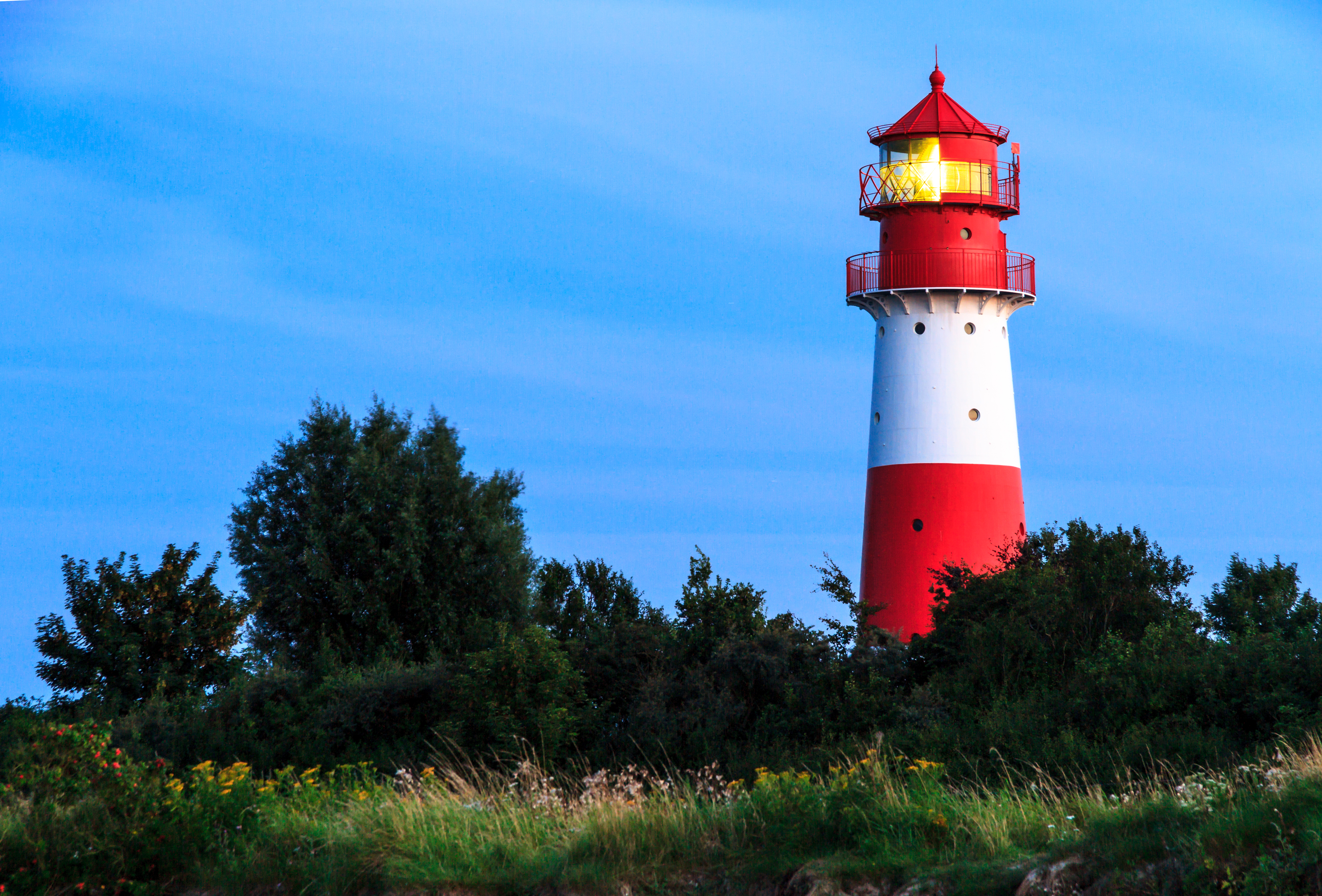
Der Leuchtturm zur blauen Stunde mit eingeschaltetem Festfeuer.
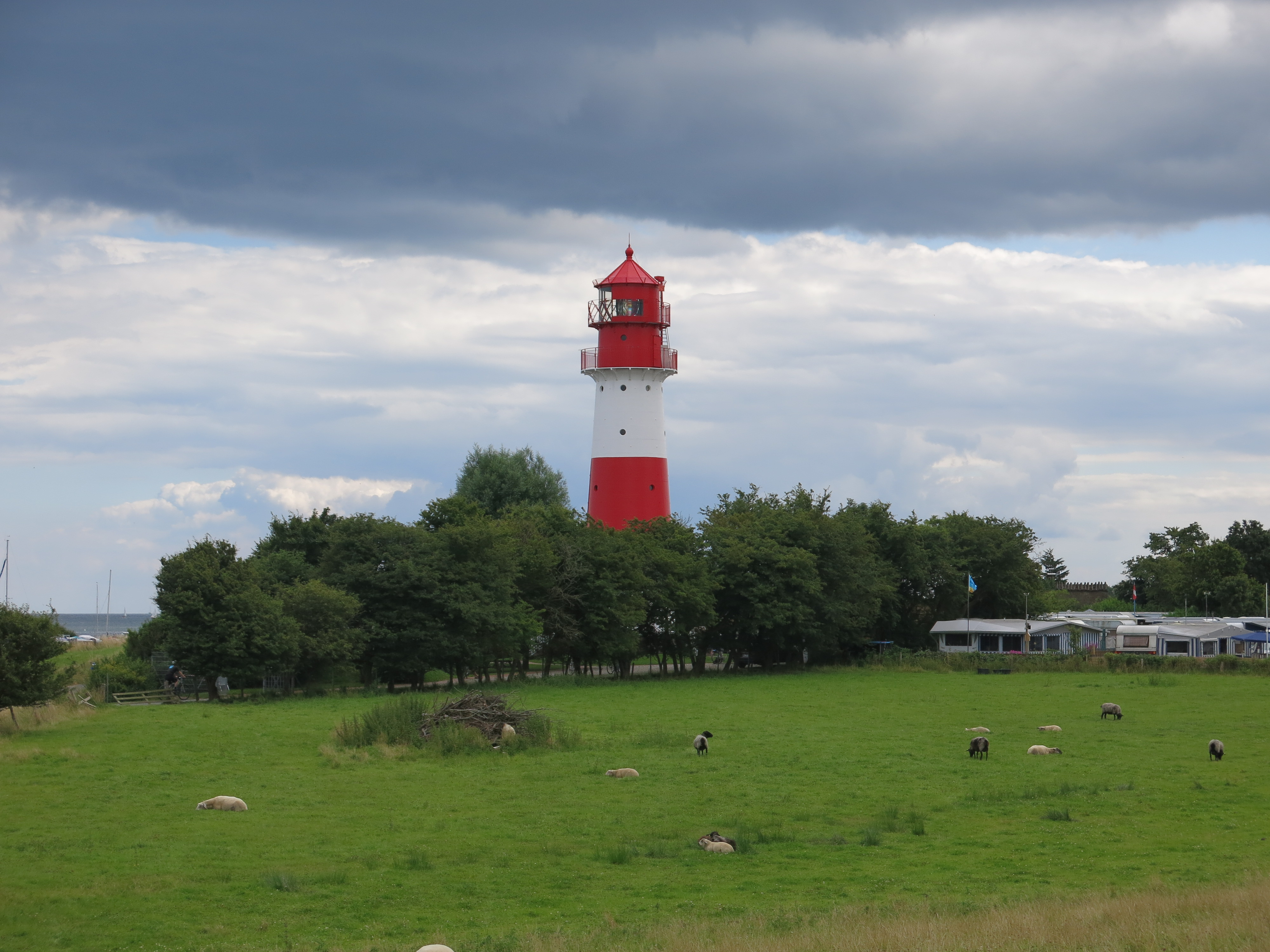
Der Leuchtturm bei Tag
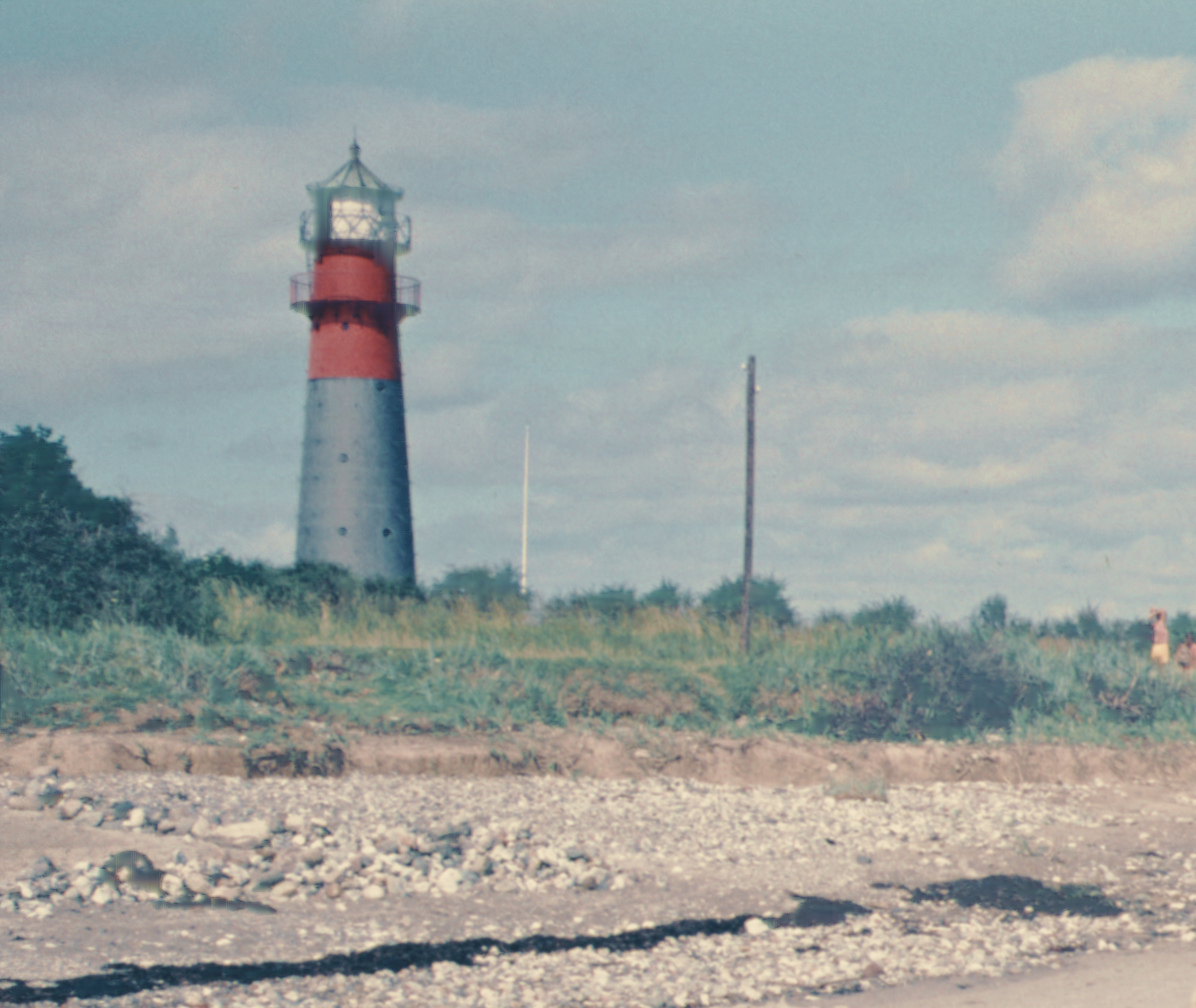
Leuchtturm Falshöft 1957
Wappen der Gemeinde Pommerby

## Briefmarke
In philatelistischer Würdigung des Turms gab die Deutsche Post AG mit Ausgabetag 10. Juni 2010 ein Postwertzeichen im Wert von 55 Eurocent heraus. Die deutsche Sonderpostwertzeichenserie Leuchttürme (Mi.-Nr. 2801) erscheint seit 2004. Der Entwurf dieser Marke der Briefmarkenserie Leuchttürme stammt, wie alle bisherigen Briefmarken der Serie, vom Grafiker Johannes Graf aus Dortmund nach fotografischer Vorlage vom Wissenschaftsfotograf Reinhard Scheiblich aus Norderstedt. Die Ausgabe erfolgte in einer Auflage von 8.100.000 Stück.